# Habibollah Asgaroladi
Habibollah Asgaroladi Mosalman (en persan : حبيب‌الله عسگراولادی مسلمان ; 3 janvier 1932 - 5 novembre 2013) est un haut responsable politique iranien qui dirigeait le Islamic Coalition Party, un parti politique conservateur très influent en Iran. Il a également été candidat à la présidentielle à deux reprises, d'abord en juillet 1981 et ensuite en 1985. Lors des élections présidentielles de 1981, où il s'est présenté à la présidence, une tentative a été faite pour l'assassiner devant son domicile dans la rue Iran, mais cela a échoué et a entraîné la mort de son garde du corps, mais Asgaroladi lui-même s'est échappé en grande partie indemne.

## Carrière et activités

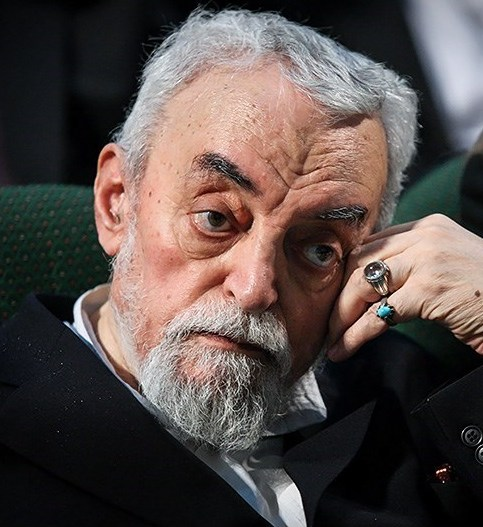
Habibollah Asgaroladi02

Asgaroladi est né dans une riche famille de marchands à Damavand. Ses ancêtres étaient des Juifs qui se sont convertis à l'islam chiite, Asgaroladi est un membre éminent du Conseil d'opportunité de l'Iran. Il a passé de nombreuses années à la tête du cabinet iranien, en tant que secrétaire d'État à la Sécurité sociale, ministre de l'Économie, du Commerce et du Commerce ainsi que chef de l'Agence de sécurité intérieure et des services de renseignement en Iran. Il s'est présenté aux élections présidentielles de 1981 et 1985. Une tentative a été faite sur sa vie dans une tentative d'assassinat ratée en 1981. Asgaroladi était un membre éminent du cercle restreint de Khomeini et est revenu en Iran de Neuphle-le-Château avec Araghi et Beheshti. Depuis la révolution islamique de 1979, il a été choisi par Khomeini pour être le père fondateur de la Khomeini Relief Foundation, la plus grande branche de la protection sociale du gouvernement en Iran. Certains rapports officieux l'incluent parmi les individus les plus riches d'Iran avec une valeur nette de plusieurs milliards de dollars.
Asgaroladi a publié son autobiographie en 2012 et a été récompensé par Ali Larijani, président du Parlement iranien. Il est décédé le 5 novembre 2013 à l' hôpital Dey de Téhéran après avoir été hospitalisé pendant plus de deux mois. Ses funérailles ont été suivies par le guide suprême Khamenei, le président Hassan Rouhani, Mohsen Rafiqdoost, Ali Larijani et de nombreux autres hauts responsables du gouvernement.

## َArticles connexes
- Asadollah Asgaroladi
- Ali Larijani
- Ruhollah Khomeini